# Komemijjut (Jerozolima)
Komemijjut (hebr. קוממיות), nieoficjalnie At-Talibijja – osiedle mieszkaniowe w Jerozolimie w Izraelu, znajdujące się na terenie Zachodniej Jerozolimy.

## Położenie
Osiedle leży w centralnej części miasta. Na południu znajdują się osiedla Ha-Moszawa ha-Germanit i Ha-Moszawa ha-Jewanit, na zachodzie osiedla Gonen i Kirjat Szemu’el, na północy osiedla Rechawia i Miszkenot Sza’ananim, a na wschodzie osiedle Abu Tur.

## Historia
Osiedle zostało założone w latach 20. XX wieku na gruntach zakupionych przez Constantine Salameha od Patriarchy Konstantynopola. Osiedlali się tutaj zamożni arabscy chrześcijanie, którzy budowali eleganckie rezydencje z ogrodami. W ten sposób At-Talibijja stała się ekskluzywnym osiedlem Jerozolimy.
W pierwszych dniach wojny o niepodległość, w trakcie bitwy o Jerozolimę, osiedle zostało zajęte przez siły żydowskich organizacji paramilitarnych Hagana, Irgun i Lechi. Większość arabskich mieszkańców osiedla uciekła wówczas do Wschodniej Jerozolimy. Po wojnie utracili oni prawo do swoich własności, z powodu wprowadzenia przez Izrael prawa o utracie własności przez nieobecnych. Constantine Salameh udowodnił jednak, że nie uciekli oni z kraju, lecz tylko wyjechali w celach biznesowych. Z tego powodu państwo Izrael wypłaciło większości z nich odszkodowania za pozostawione mienie.